# Sasaima (ort)
Sasaima är en ort i Colombia.   Den ligger i departementet Cundinamarca, i den centrala delen av landet, 60 km nordväst om huvudstaden Bogotá. Sasaima ligger 1 414 meter över havet och antalet invånare är 2 948.
Terrängen runt Sasaima är kuperad åt nordväst, men åt sydost är den bergig. Runt Sasaima är det ganska tätbefolkat, med 96 invånare per kvadratkilometer. Närmaste större samhälle är Facatativá, 19,2 km sydost om Sasaima. I omgivningarna runt Sasaima växer i huvudsak städsegrön lövskog.